# Liste künstlicher Objekte auf dem Mars

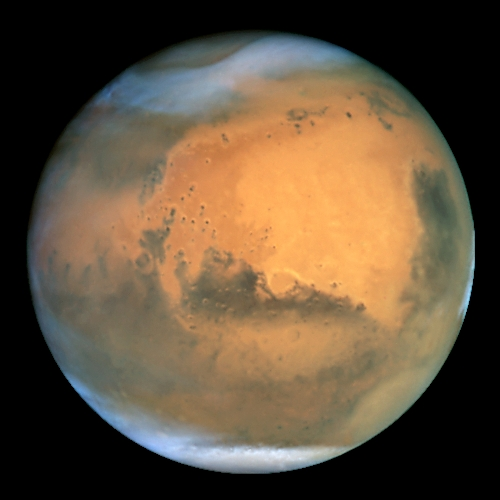
Mars

Die Liste künstlicher Objekte auf dem Mars enthält die meisten künstlichen Objekte auf der Marsoberfläche.
Die meisten Sonden sind nicht mehr im Betrieb. Während der stationäre Lander Phoenix im Laufe des Jahres 2008 gestartet und beendet wurde, wurde die 2003 begonnene Mission der beiden Zwillings-Rover Spirit und Opportunity 2011 bzw. 2019 offiziell beendet. Aktuell sind auf dem Mars die mobilen Rover Curiosity und Perseverance in Betrieb (Stand: Februar 2024).
Während über 9 Tonnen zum Mars gebracht wurden, wurde bisher nichts vom Mars zur Erde gebracht. Die Rückführung von Mars-Proben zur Erde kann frühestens um 2030 mit der chinesischen Mission Tianwen-3 erfolgen.
Diese Liste enthält keine kleineren Gegenstände wie Fallschirme, Hitzeschutzschilde oder die MER-Lander.
Die Objekte sind nach der Reihenfolge ihres Aufschlags beziehungsweise ihrer Landung nummeriert.

## Tabelle
| Objekt                             | Land            | Landung       | Masse   | Position                               | Anmerkungen | Bild                                         |
| ---------------------------------- | --------------- | ------------- | ------- | -------------------------------------- | --- | -------------------------------------------- |
| Mars 2                             | Sowjetunion     | 27. Nov. 1971 | 355 kg  | 04,00° N, 47,000° W                    | Bei der Landung zerstört. |                                              |
| Mars 3                             | Sowjetunion     | 2. Dez. 1971  | 355 kg  | 45,00° S, 158,00° W Terra Sirenum      | Marsoberfläche erreicht, verstummte nach 20 s Funkübertragung. |                                              |
| Mars 6                             | Sowjetunion     | 12. März 1974 | 355 kg  | 29,90° S, 19,400° W Terra Margaritifer | Marsoberfläche erreicht, vermutlich bei der Landung umgekippt. |                                              |
| Viking 1                           | USA (NASA)      | 20. Juli 1976 | 657 kg  | 22,48° N, 47,970° W Chryse Planitia    | Erfolgreich, hatte bis zum 11. November 1982 Kontakt. |                                              |
| Viking 2                           | USA (NASA)      | 3. Sep. 1976  | 657 kg  | 48,27° N, 134,01° O Utopia Planitia    | Erfolgreich, hatte bis zum 11. April 1980 Kontakt. |                                              |
| Mars Pathfinder (MPF)              | USA (NASA)      | 4. Juli 1997  | 264 kg  | 19,30° N, 33,600° W Ares Vallis        | Erfolgreich, das erste von Menschen gebaute motorisierte Fahrzeug auf der Marsoberfläche (Sojourner). Der Rover hatte ein Gewicht von 11,5 kg. Letzte Übertragung am 27. September 1997. |                                              |
| Mars Climate Orbiter               | USA (NASA)      | 23. Sep. 1999 | 629 kg  | unbekannt                              | Fehlschlag, aufgrund eines Einheitenfehlers im Navigationssystem. |                                              |
| Mars Polar Lander mit Deep Space 2 | USA (NASA)      | 3. Dez. 1999  | 354 kg  | 76,00° S, 165,00° O Ultimi Scopuli     | Fehlschlag, beim Landevorgang zerschellt, da sich die Landetriebwerke zu früh abschalteten                                                                                               |                                              |
| Beagle 2                           | Europa (ESA)    | 25. Dez. 2003 | 33 kg   | 10,60° N, 90,000° O Isidis Planitia    | Fehlschlag, es konnte kein Funkkontakt hergestellt werden. |                                              |
| Spirit (MER-A)                     | USA (NASA)      | 4. Jan. 2004  | 820 kg  | 14,60° S, 175,48° O Gusev-Krater       | Erfolgreich, hatte bis zum 22. März 2010 Kontakt. Der Rover hat ein Gewicht von 185 kg.                                                                                                  |                                              |
| Opportunity (MER-B)                | USA (NASA)      | 25. Jan. 2004 | 820 kg  | 01,95° S, 5,5300° W Meridiani Planum   | Erfolgreich, das Gewicht des Rovers beträgt 185 kg. Letzter Kontakt am 10. Juni 2018 |                                              |
| Phoenix                            | USA (NASA)      | 25. Mai 2008  | 410 kg  | 68,20° N, 125,70° W Vastitas Borealis  | Erfolgreich, Entdeckung von Wassereis. Letzter Kontakt 2. November 2008 |                                              |
| Curiosity                          | USA (NASA)      | 6. Aug. 2012  | 899 kg  | 04,49° S, 137,42° O Gale Krater        | Aktiv |                                              |
| Schiaparelli                       | Europa (ESA)    | 19. Okt. 2016 | 577 kg  | 02,05° N, 6,2100° O Meridiani Planum   | Verlust des Funkkontaktes kurz vor der Landung, beim Aufschlag zerstört. |                                              |
| InSight                            | USA (NASA)      | 26. Nov. 2018 | 694 kg  | 04,50° N, 135,00° O Elysium Planitia   | Eines der beiden Hauptinstrumente versagte. |                                              |
| Perseverance                       | USA (NASA)      | 18. Feb. 2021 | 1025 kg | 18,45° N, 77,450° O Jezero-Krater      | Aktiv Erstmaliger Einsatz einer Helikopterdrohne auf einem anderen Himmelskörper. |                                              |
| Zhurong                            | VR China (CNSA) | 15. Mai 2021  | 240 kg  | 25,10° N, 109,90° O Utopia Planitia    | | Modell des Rovers auf dem IAC 2018 in Bremen |
| 17 Missionen                       | Gesamtmasse     |               | 9144 kg |                                        | 1× erfolgreich und aktiv in der Primärmission, 1× teilweise erfolgreich, 1× aktiv in der Sekundärmission, 7× erfolgreich und inaktiv, 7× Fehlschlag                                      |                                              |

## Bildergalerie

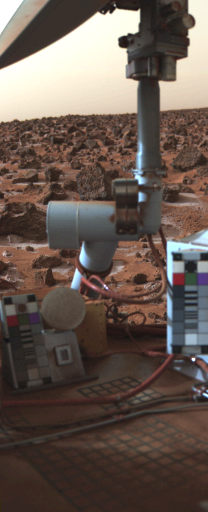
Viking 2 auf dem Mars
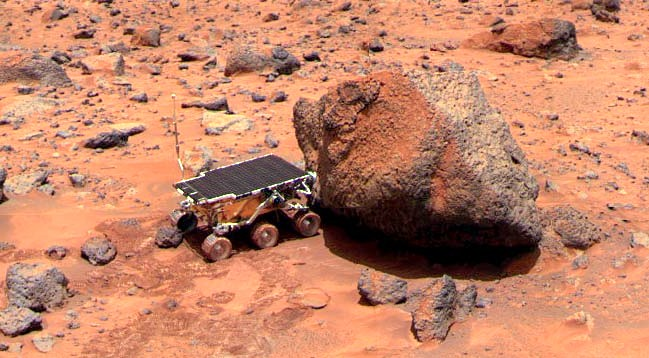
Sojourner untersucht den „Yogi“ getauften Felsen
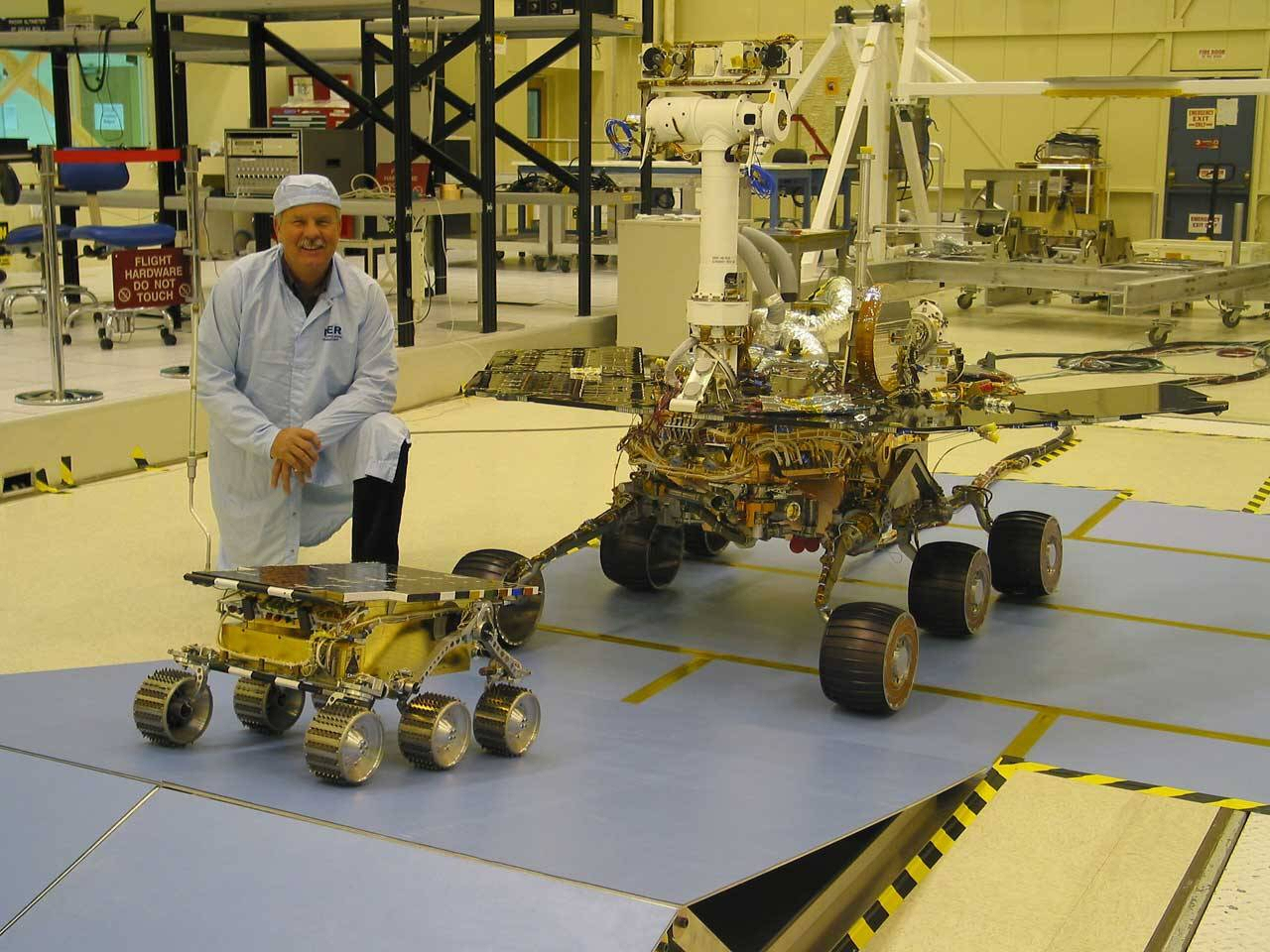
Größenvergleich eines MERs und des Sojourner-Rovers
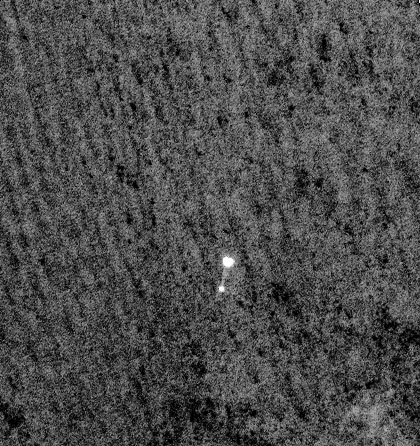
Raumsonde Phoenix, unter ihrem Fallschirm hängend, über der Marsoberfläche aufgenommen von dem Marsorbiter MRO.